# 1379 Lomonosowa
1379 Lomonosowa (1936 FC) là một tiểu hành tinh vành đai chính được phát hiện ngày 19 tháng 3 năm 1936 bởi G. Neujmin ở Simeis.